# DEMENTO
『DEMENTO』（デメント）は、2005年4月21日にカプコンから発売されたPlayStation 2用ゲームソフト。国外では『Haunting Ground』（ホーンティング・グラウンド）のタイトルで発売された。

## 概要
錬金術世界のダークサイドな一面を扱った作品。タイトルの「デメント」はラテン語で「狂気」を意味する言葉である。
元々『クロックタワー3』の続編として製作される予定だったが、新規ユーザー開拓のためにタイトルや設定を変更して開発された。それゆえ、追跡者からの逃走、陰湿な空気感、カメラワーク、操作など『クロックタワー3』と共通のプレイ感覚を持ち、そのシステムの1つである「パニックメーター」と同じようなシステムが使用されている（パニック状態のエフェクト、演出、制限の数も上がっている）。また、音響効果は『クロックタワー3』のサウンドデザイナー・内海秀明が手がけている。
「クロックタワーシリーズ」と異なる特徴的なシステムとしては、主人公が助け出したイヌに指示を送り、行動の手助けや敵への攻撃ができるほか、主人公が躾を行うこともできる。もう1つは、特殊なアイテムを使った練成がある。敵から身を隠すことができる「隠れポイント」は健在だが、「回避ポイント」は一部を除いて存在せず、代わりにイヌや自身による直接攻撃でダメージを与え、一時的に行動不能にすることができる。一方、走り続けたりして疲労が溜まると激しい行動が取れなくなるほか、敵の攻撃で負傷した際には行動に制限が掛かることがある。
『クロックタワー3』ではシリーズの恒例だったマルチエンディングやシナリオの分岐が廃止されていたが、今作は大きなシナリオ分岐こそ無いものの、特定の条件を満たさないと発生しないイベントを盛り込んでおり、エンディングも複数存在する。
俳優の竹中直人がイベントシーンの監督（シネマティクス・ディレクター）を担当していることも、本作の特徴として挙げられる。

## 登場人物

### 主要人物
フィオナ・ベリ (Fiona Belli)
声 - コーネリア・ヘイズ・オハーリイー
本作の主人公。18歳。親元を離れて大学に通っており、内向的だが心優しい性格の少女。運動は苦手だが、頭脳明晰で音楽が趣味である。
物語冒頭で両親と久しぶりに再会し、車でのドライブ中不慮の事故に巻き込まれる。その際に両親は死亡、唯一生き残った彼女は事故直後何者かによって拉致され、見知らぬ古城へと幽閉される。その後、意識を取り戻した彼女は使用人に城の後継者になったことを告げられる。全く身に覚えのない事実に困惑し、なんとか城から脱出しようと試みるが、その試みは城の住人たちによって妨害、ひいては狙われる羽目になる。一人途方にくれる中、古城内で捕らわれていた犬のヒューイを発見、助けたことを機にパートナーシップを築き、一人と一匹でその後の困難な状況を打開していく。
ヒューイ (Hewie)
古城内で捕えられていた雄のホワイトシェパード。4歳。捕らわれていた所をフィオナに助けられたことにより以後行動を共にする。元々はどこかの飼い犬らしく首輪に名前が書かれている。好奇心が強くイタズラ好きな一面もある。非常に利口であり、幾度となくフィオナの危機を救う。
ゲーム内では、信頼度が低いと指示しても中々思い通りに動いてくれないが、信頼度が高くなると指示なしで、その場の状況において最も理に適った行動をとるようになる（フィオナが隠れているポイントから囮になって追跡者を遠ざける、アイテムの存在する箇所で探索を始めるなど）。逆にあまりにも信頼度が低い場合、襲い掛かってくることもある。また、ある時点までヒューイとの信頼度が最低だと、途中でバッドエンドとなる。ハードモードではメモはヒューイの視点で書かれており、全てひらがな表記である。
デビリタス (Debilitas)
声 - レックス・ラング
古城で庭仕事などの雑務をこなしている大男。その実態はかつて錬金術師として修行中の身であったリカルドが造りだしたホムンクルス。苗床として犬の胎盤を用いたこと、そして技術的に未熟だったことから、知能および喉の器官が未発達のため言葉を上手く話せない失敗作である。仕事のせいもあるが不潔。人形が大好きで自分の部屋（庭の物置部屋）に大量に飾っている。人形と人間の区別がつかないためにフィオナを新しい人形だと勘違いし、襲いかかってくる。ただしリカルドには理解を示しており、彼の命令には従順に従うようである。
城の地下にある礼拝堂の女神像を崇拝したり、自分の部屋にも祭壇を設置していたりと信仰心がある。フィオナを礼拝堂へ追い詰めた際、彼女とその女神像の姿が重なったために崇拝の対象となり、以後は粛然とした態度を取り、追いかけてこなくなる。
彼を生かすか殺すかによって結末が分岐する。
ダニエラ (Daniella)
声 - モイラ・カーク
人形のような美しい容姿をした城のメイド。無口で機械的に作業する。最初はフィオナに服を届けたり、料理を用意するなどして敵意を見せることはなかったが、あることで突然豹変する。
元々はフィオナと同じく拉致された人間。薬物投与や暗示などによって記憶をほとんど失っており、疼痛概念と味覚が欠如している。それに加え生まれながら子を産めない体質であったので、ロレンツォやリカルドにとっては錬金術の研究材料としても使い道がなく、無理矢理メイドにされてこき使われた上、理不尽な虐待をも受け続けていた。そのため現状の自我は崩壊寸前であり、自身を「ロレンツォによって作られた、出来損ないのホムンクルス」であると思い込んでしまっている。本来はフィオナも認めるほどの美人であるのだが、「鏡に映る自分の姿」を見ると激しい嫌悪感や劣等感が露となって発狂し、叫び喚き散らしながらやがて鏡を破壊してしまう。
狂気と平常が曖昧であり、時には今まで通りのメイドとして働く姿も見せるが、物語の後半で狂気へと激化する。ガラス片、または火かき棒を片手に追い回し、旧館の展望台へフィオナを追い詰め、何度倒れようとも立ち上がるが、天井から落ちてきた巨大なガラス片に胴体を貫かれることで沈黙する。今際に今まで感じるはずのなかった「痛み」を感じたことにより、自分が本物の人間であるという事実を認識したことで、優しく微笑んでいるような安らかな表情で死亡する。
リカルド・アウレオルス・ベリ (Riccardo Aureolus Belli)
声 - グレッグ・エリス
城の執事を名乗る謎めいた男。常にローブを身にまとっており顔がはっきりと見えないが、その素顔はフィオナの父・ウーゴと酷似している。その正体は城を出奔したウーゴの代わりにロレンツォが生み出したクローンの一人であるが、肉体に宿る「アゾート」が不完全であるために老化が著しく進行しており、さらには顔にいくつもの罅が入っている。自らを失敗作と呼んだロレンツォと対立し彼を追いやり、現在は事実上の城の支配者となっている。冷酷で残忍な性格で、フィオナとヒューイに銃を向けたり、無防備のダニエラに暴力をふるうといった凶行も平然と行う。
ドライブ中だったフィオナを拉致し彼女の両親を殺害した張本人で、当初はウーゴの持っているとされた完全なアゾートを奪おうとしていたが、そのアゾートがフィオナに受け継がれていることを知ると、クローンではなくオリジナルのリカルドを産み直させようと計画を変更した。そのために初めは城主として扱い懐柔しようとしていたが、それを拒絶されると力尽くで我が物にしようと執拗に襲ってくる。最終的に水塔の屋上でフィオナを追い詰めるも、ヒューイによって地上へと突き落とされ、転落死した。
ヒューイを城の庭で捕縛したのはリカルドであり、錬金術の素材をイタズラで盗まれたりと相当手を焼いたようで、「忌まわしい犬め」などと敵意を抱いている。このため、彼だけは他の敵対者と違い、時にヒューイを狙って攻撃することがある。
ロレンツォ・アウレオルス・ベリ (Lorenzo Aureolus Belli)
声 - ロビン・アトキン・ダウンズ（老人姿 - エン・ライテル）
フィオナに脱出のためのヒントを書いた紙を送って手助けする謎の人物。90歳。かなりの高齢者であるため、通常は車椅子に掛けている。正体は中世の錬金術師アウレオルスの13代目のクローンであるが既に14代目のウーゴを生み出しているため、本来は隠居の身であった。しかし、ウーゴが城を出奔してしまったため、急遽代わりのクローンでリカルドを生み出すも失敗作であった上に城の実権を奪われて追いやられてしまう。
絶望の中、完全なアゾートを宿すフィオナが現れたと知り、協力者を装ってアゾートを回収するための好機を窺っていた。リカルドを退けて真理の館を訪れたフィオナと会うと本性を現し、老いた体で追い縋るが、削岩機に巻き込まれて死亡したと思われた。
しかし、事前にリカルドの死体に残っていたアゾートを取り込んでいたため致命傷から回復し知力、体力共に充実した青年の姿にまで若返った挙句、超常的な力まで得るに至る。
脱出しようと奔走するフィオナを嘲笑いながら徐々に追い詰めるが、館内の溶鉱炉に落とされてしまう。それでもまだ生きており、執念でフィオナを追いかけてくるが、ついにその命は燃え尽きた。

### その他の人物
ホムンクルス (Homunculus)
城内の至る所で蠢いている人の形を模した人工生命体。元はデビリタス同様、若い頃のリカルドが造りだしたものだが全て失敗作。以前は完全なホムンクルスも存在していたが、自分が失敗作であるということで完全体を疎ましく思い、全て廃棄している。
知能はないため基本的には無害であるが、攻撃を続けると反撃を受けることがある。ただその場に佇む者、ひたすら同じ動作を繰り返す者、何かを呻いている者など様々な個体が存在している。
中には赤ん坊のような姿をした幼体も存在し、こちらはフィオナをひたすら追い続けて足元に抱きついてパニック状態にする上、雄叫びで追跡者を呼び寄せる厄介な存在。
ウーゴ・アウレオルス・ベリ (Ugo Aureolus Belli)
声 - グレッグ・エリス
フィオナの父親。本編では登場せず、回想のみでの登場。ドライブ中の交通事故で重傷を負い、意識はあったものの事故を引き起こした張本人であるリカルドにより止めを刺され死亡した。
正体は錬金術師アウレオルスの14代目のクローン。物語の20年以上も前、錬金術の研究のために城を訪れたエイラと恋に落ち、クローンとしてではなく普通の人間として生きることを決意し、城を出奔してアメリカへと移住。エイラと結婚し、娘のフィオナを儲ける。錬金術師としての使命を放棄した後は、エイラと共に大学の教員として働いていた。
エイラ・ベリ (Ayla Belli)
声 - モイラ・カーク
フィオナの母親。ウーゴと同じく、本編では登場せず、回想のみでの登場。交通事故で死亡。

## ゲームシステム
システムの多くが『クロックタワー3』を継承、発展させている。本作独自の要素も存在する。
追跡者の出現条件
本作はイベントか時間経過で追跡者が出現する。追跡者が現れる予兆として、ヒューイが唸り声を上げる。また、大きな音を立てたりすることで時間に関係なく、追跡者に気配を悟られる。
逃走状態
主人公が追跡者に追跡されている状態。振り切るか、敵が主人公を見失って何処かへ去ると解除される。『クロックタワー』のような撃退ポイントはあまり存在せず、通常、振り切るためにはヒューイと協力してダメージを与えて行動不能に陥らせる必要がある。力尽きた追跡者は逃走するかその場に倒れて一時的に身動きが取れなくなる。
回避ポイントもかつてのように隠れて、追跡者がいなくなれば安心というわけではない。追跡者が逃走状態の解除と同時に姿を消す従来と違って、今作の追跡者は主人公を見失った後もしばらく周囲のエリアを巡回する。また、梯子の昇降中に攻撃を受けると落下して大ダメージを受ける、スタミナが減ったり負傷することで行動に制約が掛かるなどの、リアリティのある逃走劇が繰り広げられる。このように、本作は逃走状態と調査状態を単純にシステムとして分けるのではなく、現実味を持たせている。
逃走状態では調査や謎解きは行えない。この点は『クロックタワー3』よりも旧作の『クロックタワー』に近い。
追跡者の攻撃
今作の追跡者は様々な攻撃方法を持っている。『クロックタワー3』でも追跡者一体につき何種類かの攻撃方法が存在したが、どれも喰らってもパニックメーターが上がるのみで負傷も死亡もしなかった。主人公のリアクションも、基本的にはその場に尻餅を付いたり、吹き飛んだりするだけであった。しかし今作の敵の攻撃は主人公をパニックに陥らせる以外にも、負傷させる効果のあるものや、現在の状態に関係無く即死させるもの、すぐに振り解かないと一撃で殺される攻撃など、様々な効果が存在する。攻撃を受けた際のダメージ（パニック上昇率）も攻撃毎に異なり、また、強力な攻撃を受けると主人公がその場に倒れて危険な状態に陥ってしまう。さらに、攻撃を食らった直後に近づくと追跡者から強力な反撃を受け、即死することがある。
HIDE INポイント
クロックタワーシリーズでお馴染みの隠れポイントで、「回避ポイント」とも。追跡者の目を逃れるために使用する。しかし、前述のように本作の追跡者は一筋縄ではいかないため、隠れた後も用心する必要がある。発見されると「DANGER」の文字と共に大幅にパニック値が上昇し、引きずり出されてしまう。本作では何度も同じ場所に隠れていると発見されやすくなる上、隠れる場所によっては最初から見つかる確率が高いものや、100%見つかってしまう場所、見つかると即死させられてしまう場所など、罠の回避ポイントも存在する。また、『クロックタワー3』とは異なり、敵がすぐ近くにいる場合は隠れることができない。
しゃがみ回避
追跡者から逃れるため、物陰にしゃがんで隠れて回避することができる。
しゃがみ回避中ではフィオナから追跡者へカメラ視点が変わるため、敵の位置を特定しやすい。またフィオナのステータスもしゃがんでいる間に回復していく。
撃退ポイント
クロックタワーシリーズお馴染みの、何らかのオブジェクトやアクションで追跡者を撃退するポイント。一度しか使えない上、今作ではあまり多くは存在しない。条件が揃った場合のみ発動するポイントもある。
戦闘
各章の最後は追跡者との戦闘となるが、『クロックタワー3』のように主人公が力を開放するわけでも独自のシステムに変わるわけでもなく、通常の画面のまま戦闘に突入する。直接攻撃する場合もあるが、基本的には周囲のオブジェクトを利用した戦いとなる。
パニック
追跡者の攻撃を受けたり威嚇されたりすると上昇するが、メーターは画面には表示されず、画面全体にエフェクトが掛かっていく。最大まで溜まるとパニックを起こし、勝手に走り出すなど、制御しづらくなる。また、この状態に陥るとメニューを開くこともできなくなる。移動速度が速くなり、画面はほとんど見えなくなり、壁にぶつかったり敵に攻撃されると倒れてしまうこともある。倒れた状態では完全に無防備になり、敵は容赦なく即死攻撃を放ってくる。そうでなくとも、前述の通り常に敵は主人公を死に至らしめる攻撃方法を持っており、パニック状態では簡単にそれを受けてゲームオーバーとなってしまう。つまり、本作は『クロックタワー3』とは違ってパニック状態でなくとも殺される可能性がある。
即死トラップ
フィオナを即死させる罠。クロックタワーシリーズでは毎回多くの即死トラップが登場したが、本作にも多くの即死トラップが設置されている。
アクション
回避アクションとして「しゃがみ」と「バックステップ」が可能。しゃがみは『クロックタワー3』でも可能だったが、狭い場所を通る用途が主であり、回避の手段ではなかった。今作では前述のしゃがみ回避に有効。バックステップは後ろに飛び退いて攻撃を避けるが、スタミナを消費する。
また、今作では物を押す動作が可能であり、謎解き以外にも、場所によっては障害物で扉を塞ぐと言ったことも可能。
攻撃
主人公自身が攻撃を行うことができる。攻撃方法はキックとタックル。キックでは壷などを破壊できるほか、扉を蹴り閉めて攻撃すると言ったことも可能。タックルは走りながら攻撃することで使用できる。キックよりも威力が高いがスタミナが減る。また、バックステップからタックルに繋げることもできる。また、アイテムを使って追跡者に対して攻撃や足止めを行なうことも可能。
クリア後の隠しコスチュームには攻撃方法を変化させるものも存在する。
ヒューイへの指示
パートナーの犬に指示を出すことができる。フィオナの手の届かない位置にあるアイテムを取りに行かせたり、罠を感知したり、あるいは追跡者を攻撃させることが可能。また、特定のイベントを起こす（あるいは経験を積む）ことで新たな回避、攻撃方法を身に付けることもある。
ヒューイとは共に行動をする、餌付けする、一緒に遊ぶと言ったことで仲良くなることができる。また、叱る、褒めると言ったアクションも可能。攻撃したりすると関係は悪化し、あまりに嫌われると攻撃される。ヒューイは最初はなかなか言うことを聞かないが、仲良くなり、また、しつけをしっかりすることで徐々に言うことを聞くようになる。
ヒューイは体力が尽きると倒れてしまう。労わることで復活させることができるが、体力は低いまま。また、ハードモードではヒューイが倒れてもゲームオーバーとなってしまう。
練成
練成部屋でミニゲームを通じて後述のアイテムを作り出す。素材となるメダリオンが必要。
疲労
走り続けたり、タックルやバックステップを使用するとスタミナが減少し、やがて疲労状態となり移動速度が落ちる。アイテムを使うかその場でじっとしていれば回復する。
ダメージ
敵の攻撃を受けて負傷した状態。移動速度が遅くなるなど、操作に制約が掛かる。アイテムを使うか時間経過で回復。特定の攻撃で追跡者もこの状態に陥れることが可能。

## 舞台
ベリ城新館
フィオナが初めに探索することになる場所。書斎や音楽塔、礼拝堂などがある。外へ通じる城門も存在するが特定の条件を満たさない限り、脱出は不可能。全ステージ中最も広く、隠れられたり敵を撃退できるポイントも多い。最初の追跡者としてデビリタスが出現する。
ベリ城旧館
突然襲ってきたダニエラに追われ、フィオナが逃げてきた城の奥にある施設。東棟と西棟に分かれている。
前半で探索する東棟は、内部に植物園や墓地などがあるほか、ミイラが放置されていたりと新館よりも不気味な雰囲気で満ちている。「ルミネセンス」を誘導したり、間違い探しをして部屋の構造を変えたりとパズル的な要素が多い。新館に比べて狭く、安全に隠れられる場所が少ない。三階の展望台ではダニエラと対決する。
後半では西棟を探索し、館の外へ出る道を探すことになる。錬金術に関する装置や器具などが多く置かれており、館の外へ出るためのアイテムを生成しなければならない。至る所にホムンクルスたちの姿があり、幼体ホムンクルスも多く出現する。追跡者としてリカルドが出現する。
混沌の森
旧館の外に広がる森。プレイごとにマップの仕組みが変わる特徴があり、地図を見てもはっきりと道が示されない。森に入る直前にヒューイと一時的にはぐれることになり、ヒューイとの関係が悪い状態で発見できずに進めてしまうと強制的にバッドエンディングになってしまう。
水塔
混沌の森でリカルドに捕まり、フィオナが連れてこられた場所。最上層にはプラネタリウムのパズルがある。脱出するためにはとあるアイテムを入手し、最上階で使用しなければならない。隠れられる場所は旧館に比べてほぼ無いに等しい。最上階ではリカルドと対決することになる。
真理の館
水塔をクリアした後に訪れる最後の舞台。謎の人物であったロレンツォと直接出会う場所で、今までの舞台に比べてパートが短く、謎解きの要素も少ない。ここでも幼体ホムンクルスが出現する。ラスボスは、撃破後に崩れる館から逃げ出す際にもフィオナを追ってくる。

## アイテム
アイテムはマップ内に設置されている物を拾う、ヒューイの探索で発見する、錬成部屋にてセフィロト（生命の樹）を模した練成器具でメダリオンから生成する、の三種類の方法で入手できる。

### メダリオン
通常の「メダリオン」の他、アイテム生成に成功しやすい「アルブムメダリオン」、犬用のアイテムを生成しやすい「ウィオラメダリオン」、攻撃用のアイテムを生成しやすい「ルブルムメダリオン」、装備用のアイテムを生成しやすい「ウィリデメダリオン」、ミニゲームで必ず何かしらのアイテムを生成できる「マギストメダリオン」がある。

### ハーブ、薬類
マップを探索することで手に入るハーブ類や、錬成によって入手できる薬類によって、フィオナの体力やパニック値を回復することができる。中にはフィオナの体力を減少させたり、パニック値が上昇しやすくなるようなバッドアイテムや、体力の回復と引き換えにパニック値が上昇するアイテムなどもある。ハードモードでは、マップでハーブ類を入手することができないため、錬成によって回復アイテムを生成する必要がある。

### 攻撃アイテム
マグネシア石 / マグネシア錬石 / プリママグネシア
地面に置いて使用することで、追跡者が踏むと爆発する罠タイプのアイテム。上位のアイテムほど爆発も大きくなる。設置してからしばらくすると自動で爆発する。階段などの傾斜で設置すると下へと転がっていくほか、直接キックすることで追跡者にぶつけることが可能。
アンチモン / 錬成アンチモン / アンチモンカソード
投げつけて追跡者に命中させると、放電によって追跡者を足止めできるアイテム。上位のアイテムほど足止めできる時間が長くなる。追跡者との直接対決では動きを止めている隙にキックなどで追撃ができる。ラスボスには効果がない。
ビスクドール
デビリタスが大事にしていたらしい人形。逃走状態中、デビリタスにまだ発見されていない状況で投げつけて設置することによってデビリタスを人形まで誘導することが可能。一度拾われた人形は、デビリタスの小屋で再入手できる。
鳴き石
地面に置いて使用することで、しばらく時間が経つと大きな音を立てて追跡者を陽動したりできるアイテム。
ボール
正確には攻撃用のアイテムではなく、ヒューイと一緒に遊ぶためのアイテム。ヒューイが近くにいる状態で投げると、ヒューイが拾いに行くことがあり、拾ってきた時に褒めるとヒューイとの友好度を上げられる。拾われなくてもしばらく時間が経つと勝手に手元に戻っている。

### 犬用アイテム
ヒューイの体力を回復させる「ササミジャーキー」、体力を完全回復し、喜ばせられる「ビーフジャーキー」といった回復アイテムの他、体力を減少させるバッドアイテムの「たまねぎ」（タマネギ中毒を参照）、ヒューイの攻撃力を上昇させるのと引き換えに、敵もフィオナも見境なく攻撃するようになり友好度も下がる「シルベスタエスカ」の4種類のアイテムがある。

### 装備アイテム
黒曜石のチョーカー
ルミネセンスの追跡から逃れやすくなる。
紅玉のチョーカー
体力の消耗率と回復率が良好になり、追跡者の攻撃でダメージ状態になり難くなる。
金剛石のチョーカー
体力の消耗率が大きく下がり、回復速度も2倍になり、ダメージ状態にならなくなる。
研究者のイヤリング
パニック値の回復が少しだけ早まる。
賢者のイヤリング
パニック値の回復が少しだけ早まる他、攻撃を受けた時のパニック値の上昇を少しだけ緩和する。
錬金術師のイヤリング
パニック値の回復速度と上昇率をかなり有利にし、威嚇攻撃を無効化にする。
妖精のイヤリング
立ち止まると半透明になり、追跡者から発見されにくくなる。
フェザーブーツ
装備することで足音が静かになり追跡者にフィオナの居場所を気づかれにくくなる。
メタルブーツ
装備することでフィオナのキックによる攻撃力が2倍になる。また、追跡者を負傷させることもできるようになる。
シルバーブーツ
装備することでフィオナのキックによる攻撃力が5倍になる。また高確率で追跡者を撃退できる。
パウダーシューズ
まれに攻撃力を50倍にする。

## コスチューム
プレイ中、条件を満たすことでフィオナの衣装を変更することが可能となっており、特殊能力が付加されているものもある。また、ヒューイの外見も変更することが可能である。

### フィオナの衣装
薄手のシーツ
ゲーム開始直後に身に着けているもの。すぐに下記の服へと着替える上、以降はこの衣装に着替えることもできない。
ノーマル1
ダニエラが用意してくれた服。ゲームの大半はこの衣装で行動することになる。
ノーマル2
水塔探索中に着替えることができる服。上記の服のブーツが無くなる他、後ろ髪が解けている。裸足であるためノーマル1よりも足音が小さい。
ペイシェントウェア
水塔探索直後に着ている、上半身だけの手術着。基本的な性能はノーマル2と同じ。
ボンテージ
特定の条件を満たすことで使用可能となる。キックではなく、鞭によって攻撃する。
カウガール
特定の条件を満たすことで使用可能となる服。キックではなく、拳銃により攻撃する。拳銃は攻撃力が高いが、近距離でないと当たらない。
カエルスーツ
特定の条件を満たすことで使用可能となるコミカルな衣装。バックステップによる疲労度増加がなくなる他、しゃがむとカエルのような体勢になる。

### ヒューイの外見
ホワイトシェパード
デフォルトの状態。フィオナの指示によく従う、探索向けの犬。
ジャーマンシェパード
特定の条件を満たすことで使用可能となる。攻撃力が2倍となるがフィオナの指示にあまり従わないため、探索よりも追跡者との戦闘向きの犬。
ヌイグルミ
特定の条件を満たすことで使用可能となる。敵から攻撃を受けても一切ダメージを受けない。

## エンディング
エンディングA 「Fortes Fortuna Juvat（運命は強者を助ける）」
ロレンツォの命が尽き、全てが終わった。フィオナは城の正門の鍵を開けるも、そこにデビリタスが高枝切り鋏を持って現れる。しかしデビリタスはフィオナに襲い掛かろうとせず、彼女を見つめる。フィオナも黙って見つめ返し、やがてデビリタスはフィオナを見送るように頭を下げた。フィオナとヒューイは城を後にする。ただ一人残ったデビリタスは鼻歌交じりに庭師の作業を続けるのだった。
デビリタスを生存させてゲームを最後まで進めた場合のエンディング。
エンディングB 「Ignis Aurum Probat（火は黄金を証明する）」
全てが終わり、フィオナは城の正門を開ける。振り返り、しばらく城を見つめた後にヒューイと共に外の森へと去っていった。
デビリタスが死亡した状態でゲームを最後まで進めた場合のエンディング。
エンディングC 「Dona Nobis Pacem（私たちに平和を与えよ）」
フィオナを追わなくなったデビリタスは彼女に手垢で汚れた鍵を手渡す。その鍵で開けた扉の向こうには正門の鍵が置かれていた。フィオナは正門を開け、ヒューイと共に城を脱出する。フィオナが城を去ったことを知ったロレンツォは彼女を名を叫びながら追い掛けるが、階段から転落して呆気なく死亡した。
2周目以降でデビリタスを生存させると城門の鍵が入手可能になり、それを使用して脱出するとこのエンディングを迎える。
エンディングD  「Tu fui, ego eris（我は汝であった。汝は我になるであろう）」
リカルドに囚われたフィオナ。リカルドは「お前の胎を借りる」と告げ、フィオナは絶叫する。ヒューイが助けに来ることも無く、全てはリカルドの思惑通りに運び、やがて「新たなリカルド」を身籠ったフィオナは狂ったように笑うのだった。
ヒューイの好感度が最低の状態で、混沌の森でリカルドに捕まるとこのエンディングを迎える。